# Stil de grain
Le stil de grain est un colorant ancien, jaune ou brun, utilisé en teinture et en peinture, tiré des baies de nerprun des teinturiers.
Le stil de grain est la référence « natural yellow » NY13 du Colour Index. C'est une teinture obtenue par le traitement de baies non mûres et séchées du nerprun. Soluble dans l'eau, elle est transformée en pigment laque par mordançage avec l'alun. Produites à partir du XVIe siècle en Italie sous le nom de « giallo santo », les laques de stil de grain furent populaires au XVIIIe siècle en France. Elles ont été remplacées par d'autres pigments plus vifs et plus solides (PRV2).
Dans les nuanciers de marchands de couleurs actuels, on trouve ainsi, ne conservant que le nom, 251 stil de grain jaune fabriqué avec le pigment synthétique azométhinique PY110, ; 851 stil de grain vert, fabriqué avec le pigment azométhinique complexe de cuivre PY129.

## Historique
Le stil de grain se trouve pour la première fois dans L'art de peinture de du Fresnoy et de Piles, qui l'apprécient comme couleur « fort susceptible des qualités des autres couleurs par le mélange ». Après plusieurs traités qui suivent ce texte et s'interrogent sur l'origine du terme, certains le considérant comme un jaune, les autres comme un brun, Watin l'indique en 1773 comme une couleur qui sert à faire des ombres et des glacis.
En 1855, Jules Lefort attribue aux Hollandais la transformation de la teinture, soluble en pigment laqué insoluble utilisable en peinture, et commente « Lorsque la préparation de ces couleurs était encore à l'état de secret, on les désignait toutes sous le nom de stil de grain; ainsi, on avait le stil de grain de graine d'Avignon, de gaude, de baies de nerprun (vert de vessie), de feuilles de bouleau, de châtaignier rose, etc.; mais, depuis, l'usage a consacré d'une manière exclusive le nom de stil de grain à la laque du nerprun des teinturiers, ou graine d'Avignon ». En effet, certains auteurs antérieurs ont une notion beaucoup plus floue de ce qu'est le stil de grain : « Nom que l'on donne à toute pâte faite avec de la craie et autre terre blanche, ou de l'alun, et que l'on teint soit en jaune, soit en rouge, soit en brun » lit-on dans un manuel du début du XIXe siècle.
En 1861, Michel-Eugène Chevreul décrit encore parmi « noms vulgaires des matières colorées employées en peinture rapportées aux types des cercles chromatiques » le stil de grain jaune du marchand de couleurs Gautier-Édouard comme 3 orangé-jaune 8 ton rabattu 5/10.
En 1881, Jacques Blockx cite le stil de grain dans la « liste des couleurs impropres à la peinture artistique » de son Compendium. Le stil de grain manque en effet de solidité.
Le nerprun des teinturiers ne sert pas qu'à la fabrication du stil de grain et du vert de vessie pour les artistes, et la Revue des sciences naturelles appliquée donne en 1893 un état de la culture, de l'utilité, et des inconvénients des graines jaunes. L'auteur indique que le nom commercial de la graine est celui de la région d'origine ; la graine de Perse, des Rhamnus saxatilis et amygdalinus, (servant à faire le jaune de Perse) est plus prisée que la graine d'Avignon, du Rhamnus infectorius.
Le Répertoire de couleurs de la Société des chrysanthémistes connaît le Brun de stil ou Stil de grain, dénomination commerciale d'une couleur brun verdâtre préparée avec le nerprun des teinturiers (n° 297), qui ne diffère de la couleur Bronze (de médaille) que par son manque de brillant (n° 298).